# Australian Airlines

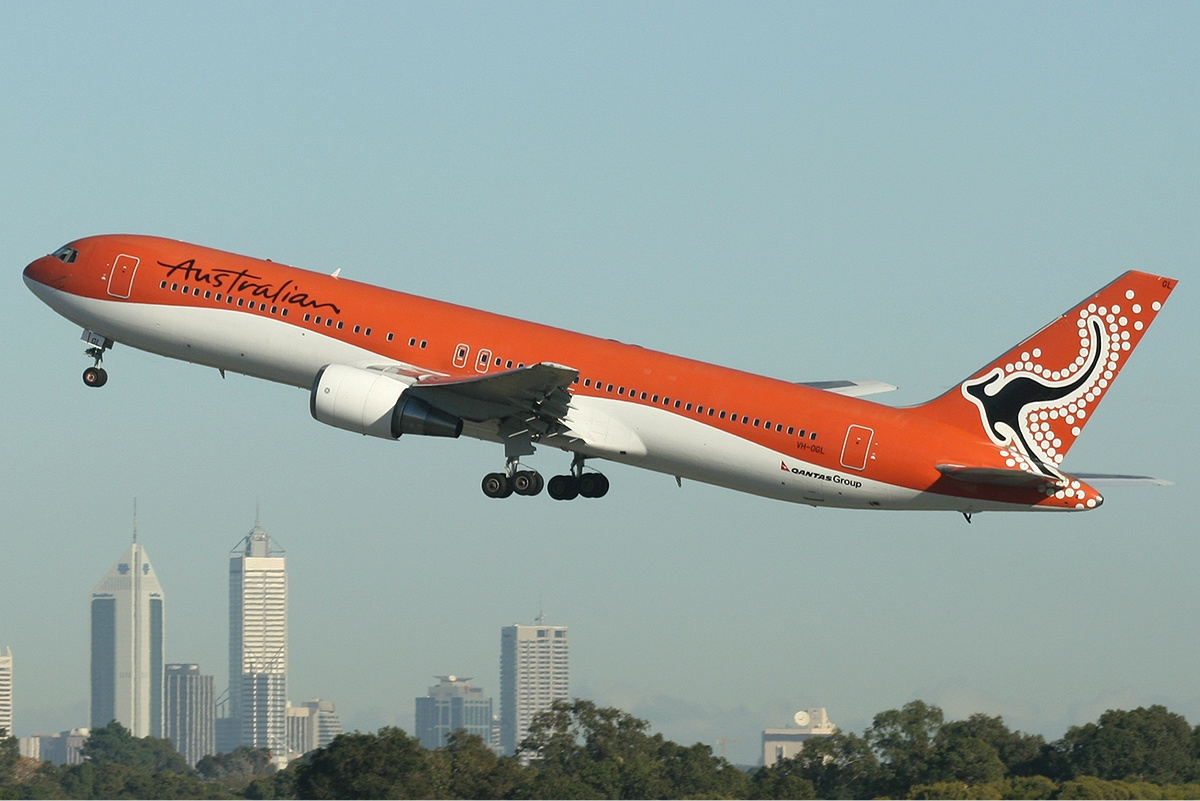
Boeing 767-300ER авіакомпанії Australian Airlines, 2006 р.

Australian Airlines — колишня авіакомпанія Австралії зі штаб-квартирою в Сіднеї, з 2002 по 2006 роки працювала у сфері регулярних пасажирських перевезень між аеропортами Австралії і країнами азійського регіону. Була дочірнім підприємством флагманської авіакомпанії Qantas Airways.
Портом приписки Australian Airlines і її головним транзитним вузлом (хабом) був міжнародний аеропорт Кернса, як додатковий хаб авіакомпанія використовувала аеропорт Сіднея.
Australia Airlines експлуатувала повітряний флот, що складався з літаків, пасажирські салони яких були укомплектовані лише економічним класом.
30 червня 2006 року Australian Airlines припинила операційну діяльність під власним брендом, продовживши всі комерційні перевезення в рамках договору «мокрого лізингу» (оренда літаків разом з екіпажами) з авіакомпанією Qantas. Рішення про припинення використання торгової марки «Australian Airlines» було прийнято на користь подальшого розвитку бренду бюджетного авіаперевізника Jetstar Airways.

## Історія
Авіакомпанія Australian Airlines була заснована в 2001 року і початку операційну діяльність 27 жовтня наступного року. Спочатку маршрутна мережа компанії була сконцентрована на чартерних перевезеннях по туристичним напрямками між Квінсленд і аеропортами Японії. Надалі авіакомпанія відкрила ряд маршрутів в пункти призначення по всій Південно-Східній Азії. У 2005 році Australian Airlines удостоїлася чотиризірковому оцінки від авторитетного журналу Skytrax, але вже в наступному році зростання цін на паливо і зниження пасажирських потоків привели компанію до збитків, після чого генеральний директор Qantas Group Джефф Діксон заявив про припинення використання з липня 2006 року окремої торгової марки «Australian Airlines» і про подальший розвиток комерційних перевезень авіахолдингу під двома брендами: «Qantas» і «Jetstar Airways».
Влітку 2006 року всі літаки Australian Airlines були перефарбовані у ліврею Qantas і поставлені на маршрути близькомагістральних перевезень і рейси між Австралією і Тасманією. У квітні 2006 року керівництво Qantas підтвердило про ліквідацію бренду Australian Airlines, та 30 червня того ж року авіакомпанія припинила польоти під даною торговою маркою. Регулярні перевезення з Кернса на лайнерах Boeing 767-300 деякий час здійснювалися в рамках угод з колишньою компанією, проте виконувалися вже під брендом Qantas Airways. В кінці серпня 2007 року всі маршрути Australian Airlines повністю перейшли в Qantas.

## Фінансові показники
| Рік  | Пасажирів (тис. осіб) | Пасажирокілометри (млн) | Місткість на кілометри (млн) | Коефіцієнт завантаження (%) |
| ---- | --------------------- | ----------------------- | ---------------------------- | --------------------------- |
| 2003 | 272                   | 1538                    | 2602                         | 59,1                        |
| 2004 | ▲705                  | ▲3485                   | ▲5148                        | ▲67,7                       |
| 2005 | ▲812                  | ▲3906                   | ▲5646                        | ▲69,2                       |
| 2006 | ▼705                  | ▼3553                   | ▼5257                        | ▼67,6                       |

## Маршрутна мережа
На момент припинення операційної діяльності маршрутна мережа авіакомпанії Australian Airlines включала в себе наступні пункти призначення:
- Австралія
  - Кернс — міжнародний аеропорт Кернс (хаб)
  - Дарвін — міжнародний аеропорт Дарвін
  - Голд-Кост — аеропорт Голд-Кост
  - Мельбурн — аеропорт Мельбурн
  - Перт — аеропорт Перт
  - Сідней — аеропорт Сіднея (додатковий хаб)
- Гонконг
  - міжнародний аеропорт Гонконг
- Індонезія
  - Денпасар — міжнародний аеропорт Нгурах-Раї
- Японія
  - Фукуока — аеропорт Фукуока
  - Наґоя — міжнародний аеропорт Тюбу
  - Осака — міжнародний аеропорт Кансай
  - Саппоро — аеропорт Нью-Тітосе
- Малайзія
  - Кота-Кінабалу — міжнародний аеропорт Кота-Кінабалу
- Сінгапур
  - Сінгапур — міжнародний аеропорт Чангі
- Тайвань
  - Тайбей — міжнародний аеропорт Тайвань Таоюань

## Флот
У серпні 2006 року авіакомпанія Australian Airlines експлуатувала наступні літаки:
- Boeing 767-300ER — 5 одиниць (реєстраційні номери VH-OGV і з VH-OGI за VH-OGL)